# Wulf Heinrich von Thienen

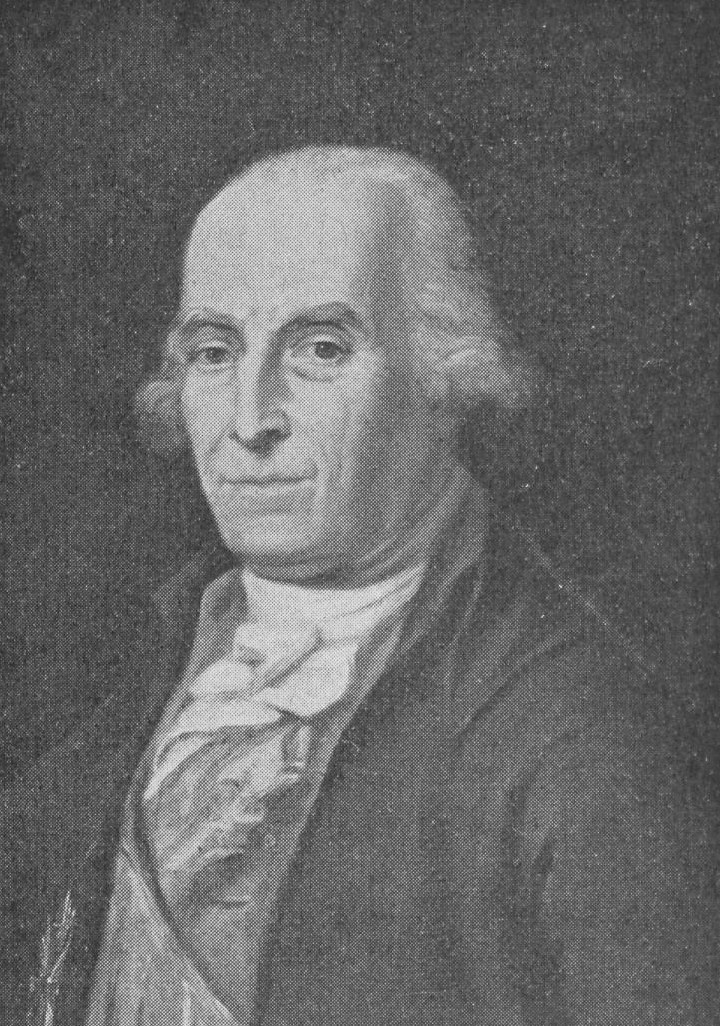
Wulf Heinrich von Thienen

Wulf Heinrich von Thienen (* 5. August 1721; † 11. Juli 1809) königlich dänischer Landrat, Geheimer Konferenzrat, Herr von Grünholz, Güldenstein, Travenort, Wittmoldt, Sierhagen, Rethwisch, Wensin, Goddersdorf, Klausdorf, Großenbrode usw. war ein deutsch-dänischer Aristokrat und Großgrundbesitzer aus dem Adelsgeschlecht der von Thienen. 

## Familie
Wulf Heinrich wurde am 5. August 1721 als Sohn des Heinrich von Thienen zu Wahlstorf, Güldenstein und Grünholz und der Ida Lucia von Brockdorff geboren. Er war in erster Ehe mit Margarethe Krabbe Baronesse von Holck vermählt, nach deren Tod heiratete er Lucia Scheel von Plessen, die Witwe des Grafen Christian Detlev von Reventlow. Beide Ehen waren kinderlos.

## Leben
Schon 1733 erhielt er eine Präbende als Domherr am Lübecker Dom, die er 1750 niederlegte. Er begann am 31. Oktober 1738 an der Kieler Universität zu studieren, trat nach seinem Studium 1742 als Kammerjunker in dänische Dienste, wurde 1745 Rittmeister in der Leibgarde zu Pferde, 1750 bis 1753 war er dänischer Envoyé extraordinaire in Berlin, 1763 wurde er Ritter des Danbrogordens und 1765 Landrat in Holstein, 1767 wurde Thienen zum Geheimrat und 1773 zum Geheimen Konferenzrat ernannt.
Aufgrund geschickten Wirtschaftens und Verwaltens konnte Thienen sein Vermögen immer weiter vergrößern, was wohl auch damit zusammenhängt, dass es ihm im Gegensatz zu vielen seiner Standesgenossen möglich war, sich aufgrund der Aufhebung der Leibeigenschaft mit der neuen Situation zurechtzufinden.
Wulf Heinrich von Thienen war einer der reichsten Großgrundbesitzer seiner Zeit; er soll 100 Güter besessen haben. Er gilt als der letzte Grand Seigneur Holsteins. Thienen starb am 11. Juli 1809 im Alter von fast 88 Jahren in Kiel.